# Robert Carlock
Robert Carlock (1972/1973) é um produtor de televisão e roteirista americano, mais conhecido pelo seu trabalho nas séries da NBC, principalmente em 30 Rock.

## Primeiros anos
Robert Morgan Carlock nasceu em Waltham, Massachusetts, filho de Martha e Roger Carlock. Ele graduou cum laude da Universidade de Harvard, onde foi presidente do Fly Club, um clube social masculino e um editor para o Harvard Lampoon.

## Carreira
De acordo com o IMDb, os primeiros trabalhos de Carlock na televisão foi como escritor no The Dana Carvey Show; se seguiu com um trabalho no Saturday Night Live (1996–2001), Friends (2001–2004), e Joey (2004–2006).
O trabalho actual de como escritor e showrunner com a criadora da série, Tina Fey, na comédia da NBC, 30 Rock. Foi nomeado para um Writers Guild of America Award para Melhor Série de Comédia em 2009 pelo seu trabalho.

## Vida pessoal
Em 31 de Dezembro de 2001, Carlock casou-se com Jennifer Nielsen Rogers, uma graduada da Wellesley e produtora/repórter da CNNfn.